# دوازده صندلی (فیلم ۱۹۳۳)
دوازده صندلی (لهستانی: Dwanaście krzeseł) یک فیلم کمدی لهستانی-چکی به کارگردانی مارتین فریچ و میخاو واشینسکی است که در سال ۱۹۳۳ منتشر شد.

## گزیدهٔ بازیگران
- ولاستا بوریان
- آدولف دیمشا
- زولا پوگوژلسکا
- زوفیا یاروشفسکا
- ویکتور بیگانسکی
- ائوگنیوش کوشوتسکی
- یوزف کُندرات
- واندا یارشفسکا